# Dunlap (Illinois)
Dunlap é uma vila localizada no estado americano de Illinois, no Condado de Peoria.

## Demografia
Segundo o censo americano de 2000, a sua população era de 926 habitantes.
Em 2006, foi estimada uma população de 937, um aumento de 11 (1.2%).

## Geografia
De acordo com o United States Census Bureau tem uma área de
1,0 km², dos quais 1,0 km² cobertos por terra e 0,0 km² cobertos por água. Dunlap localiza-se a aproximadamente 224 m acima do nível do mar.

## Localidades na vizinhança
O diagrama seguinte representa as localidades num raio de 20 km ao redor de Dunlap.